# Нур-Мер
Нур-Мер (Нівар-Меер) (аккад. 𒉌𒉿𒅈𒈨𒅕; д/н — 2148 до н. е./2144 до н. е.) — шаканаку (військовий намісник) Марі в 2154/2146-2148/2144 роках до н. е.

## Життєпис
Син шаканаку Ішме-Дагана. Спадкував батькові. Панував близько 5 років. Відомий із чотирьох однакових написів на бронзових обрізних табличках. Ймовірно зберігав вірність аккадським царям, незважаючи на зростаючу вагу в регіоні.
Йому спадкував брат Іштуп-Ілум.